# Spondylurus macleani
Spondylurus macleani es una especie de escincomorfos de la familia Scincidae.

## Distribución geográfica
Es endémica de Carrot Rock, islote al sur de la isla de Peter, en las islas Vírgenes Británicas.

## Estado de conservación
Se encuentra amenazada por la pérdida de su hábitat natural.